# Palais du cinéma de Venise
Le Palais du cinéma de Venise, situé sur le Lido, abrite la Mostra de Venise.

## Présentation
Le Palais est composé d'un hall et d'une salle de cinéma (l'actuelle Sala Grande). Avec les années, il a été agrandi, notamment avec la construction de nouvelles salles de cinéma. Devenu trop petit, il a failli être détruit en 1991 pour laisser place à un nouveau palais, mais le projet était trop coûteux et fut abandonné.
Un nouveau palais faillit être construit en 2009-2011 mais le chantier fut interrompu.

## Histoire
La première Mostra de Venise (dénommée « Exposition internationale de l’art cinématographique »), le plus ancien festival de cinéma encore en activité,, s'est tenue sur la terrasse du Grand Hôtel Excelsior, en 1932,. Avec le succès rencontré, il est vite devenu nécessaire de bâtir un édifice propre à l'événement. Celui-ci ouvrit ses portes en 1937, selon le projet de l'ingénieur Luigi Quagliata.

## Accès
Pour se rendre au Lido di Venezia, le visiteur doit emprunter le vaporetto, Ligne 5.1 ou 5.2 Arrêt Lido / Santa Maria Elisabetta.